# Радлице
Радлице (чеш. Radlice) су једна од градских четврти чешке престонице, Прага. Налази се на левој обали реке Влтаве и административно припадају Прагу 5. 
Радлице су смештене у долини Радличког потока. Граниче се са Смиховом (север), Хлубочепима (југ), Јиноњицема и Бутовицема (запад). 
Све до 1922 су биле мало село, па су те године пичлањене ка Великом Прагу. Историјски центар Радлица је био срушен 80-их приликом изградње Б-линије Прашког метроа. Према попису становништва из 2006. имају Радлице 1676 становника. 